# Luxiaria fulvifascia
Luxiaria fulvifascia là một loài bướm đêm trong họ Geometridae.